# Real Sportive
Real Sportive – ghański klub piłkarski grający obecnie w Ghana Telecom Premier League. Klub ma siedzibę w Temie. Swoje mecze, wspólnie z zespołem Tema Youth rozgrywa na stadionie Tema Sports Stadium, który może pomieścić 10 tysięcy widzów.